# Herbert Eugene Bolton
Herbert Eugene Bolton (Wilton, 20 luglio 1870 – Berkeley, 30 gennaio 1953) è stato uno storico statunitense.
Viene considerato una delle maggiori autorità nell'ambito della storia della colonizzazione spagnola dell'America. Fu anche docente di Storia all'Università del Texas ad Austin e presidente dell'American Historical Association. Nel 1950 gli venne assegnato il Premio Bancroft per l'opera Coronado.